# Flyglitteraturträffen
Flyglitteraturträffen (FLIT) eller Flyglitteraturträffen Malmen är en svensk årligt förekommande träffpunkt på Malmen kring flyglitteratur. Träffpunkten är inte någon förening eller klubb utan är en helt fristående samling människor som träffas för att fördjupa sig i flyglitteraturens värld, även om de flesta som deltar i träffarna är medlemmar i svenska flyghistoriska organisationer, såsom Svensk Flyghistorisk Förening (SFF) och Östergötlands Flyghistoriska Sällskap (ÖFS).

## Historia
Flyglitteraturträffen anordnas årligen i Sverige sedan 1984. Arrangemanget initierades av flygboksentusiasterna Stig Kernell (1922–2014) och Lars E. Lundin. År 1983 tog de initiativet till ett "flygboksseminarium" som anordnades i september 1984 i Flygets hus på Malmen, Linköping. Träffen väckte stort intresse och har sedan dess anordnats årligen och blivit en mötesplats för författare, förläggare, samlare, illustratörer och läsare av flyglitteratur.

## Flyglitteraturgruppen
FLIT har en ledningsgrupp vid namn Flyglitteraturgruppen som består av en handfull personer med stor entusiasm för flyglitteratur.

## Kernellpriset
Efter Stig Kernells bortgång 2014 instiftades ett ”Hederspris till Stig Kernells minne – Kernellpriset”, som sedan 2015 återkommande delas ut på Flyglitteraturträffen ”för förtjänstfulla insatser inom området svensk flyglitteratur”.

### Pristagare
1. 2015 – Stig Kernell, postumt pris för hans mycket framstående insatser inom svensk flyglitteratur.
2. 2015 – Istvàn Wlassics, för sin bok Kom så leker vi med himmelen.
3. 2016 – Veteranklubben Saab, för utgivning av skriftserien SAAB-MINNEN.
4. 2016 – Maria Küchen, för sin bok Att flyga.
5. 2017 – Lars Gibson, för mångårig flygpublicistisk verksamhet
6. 2017 – Anders Nyberg, för sin bok Fantastiska flygplan.
7. 2018 – Christina Lindberg, för sina flygjournalistiska insatser och för sina många personporträtt.
8. 2019 – Torgil Rosenberg, för sin livsgärning inom det flygjournalistiska området.
9. 2020 – Christer Åhström, för sitt mångåriga arbete inom det flygjournalistiska området.
10. 2021 – Jahn Charleville, för sitt mångåriga flygjournalistiska arbete med tidningen FlygvapenNytt.
11. 2023 – Sten Slottner, för sina mångåriga utgivning av flyghistoriska böcker[4]
12. 2024 – Jan Waernberg, för sitt mångåriga författar- och redaktörskap i framförallt Svenskt Militärhistoriskt Bibliotek.[5]

### Belönade böcker
- Wlassics, Istvàn; Patel Runa, Havbrandt Pekka (2015). Kom så leker vi med himmelen. Kristinehamn: Norlén & Slottner. Libris 17460695. ISBN 9789187685453
- SAAB-minnen, del 1-25. 1988–2015
- Küchen, Maria (2016). Att flyga. Stockholm: Natur & kultur. Libris 19088199. ISBN 9789127147744
- Nyberg, Anders (2017). Fantastiska flygplan. Stockholm: Bonnier Carlsen bokförlag. Libris 19738380. ISBN 9789163889363